# Haut-Katanga
Koordinaten: 11° 42′ S, 28° 0′ O
Haut-Katanga (deutsch auch Ober-Katanga) ist eine Provinz in der Demokratischen Republik Kongo mit mehr als 5,7 Millionen Einwohnern. Hauptstadt von Haut-Katanga ist die Millionenstadt Lubumbashi.

## Geografie
Haut-Katanga hat eine Fläche von 132.425 km². Die Provinz liegt im Südosten des Landes und grenzt im Westen an die Provinz Lualaba, im Nordwesten an Haut-Lomami und im Nordosten an Tanganyika. Im Osten liegen die Luapula und Zentralprovinz, und im Süden die Provinzen Copperbelt und Nordwestprovinz im Staat Sambia. An der Ostgrenze der Provinz liegt zudem der Mwerusee.

### Verwaltungsgliederung
Die Provinz unterteilt sich in die sechs Territorien Kambove, Kasenga, Kipushi, Mitwaba, Pweto und Sakania sowie die zwei Städte Likasi und Lubumbashi.

### Demographie
| Zensus 1. Juli 1984 | Projektion 1. Juli 2010 | Projektion 1. Juli 2015 | Projektion 1. Juli 2020 |
| ------------------- | ----------------------- | ----------------------- | ----------------------- |
| 1.391.617           | 3.788.000               | 4.617.000               | 5.718.800               |

## Geschichte
Bereits 1913 wurde Uranerz in Haut-Katanga im damaligen Belgisch-Kongo entdeckt. Das Erzvorkommen wurde in der Shinkolobwe Mine zeitweilig abgebaut.
Das Gebiet der heutigen Provinz Haut-Katanga gehörte nach der Unabhängigkeit der DR Kongo im Jahr 1960 zu dem sich abspaltenden Staat Katanga, der 1963 wieder in das Mutterland integriert wurde und die Provinz Katanga bildete. Gemäß der administrativen Neueinteilung des Landes, welche in der Verfassung von 2005 vorgesehen war, sollte die Provinz Katanga aufgeteilt und der Distrikt Haut-Katanga sowie drei weitere Distrikte Katangas den Provinzstatus erhalten. Als eine von 26 Provinzen sollte das Gebiet eine eigenständige Verwaltung und ein eigenes Regionalparlament bekommen. Im Januar 2011 wurde diese Reform jedoch durch eine umstrittene Verfassungsänderung von Präsident Joseph Kabila praktisch abgesagt. Schließlich wurde sie 2015 doch umgesetzt und Haut-Katanga damit zur Provinz erhoben.

## Wirtschaft
Die Region ist Teil des sogenannten Copperbelts, dem bedeutendsten Kupferabbaugebiet Afrikas.